# フマル酸
フマル酸（フマルさん、Fumaric Acid）は構造式 HOOC–CH=CH–COOH （トランス体）、ブテンを基本骨格とするジカルボン酸である。IUPAC組織名は (E)-2-ブテン二酸 ((E)-2-butenedioic acid) で、アロマレイン酸 (allomaleic acid)、ボレチン酸 (boletic acid) とも呼ばれる。
ポリエステル樹脂や糖アルコールの製造、染料の媒染剤、香料として用いられる。食品添加物およびサプリメントとしても用いられ、酒石酸の替わりに飲料やベーキングパウダーへ添加されることがある。

## 化学
幾何異性体（cis-trans異性体）はマレイン酸である。これらは，1887年にドイツのJ.A. Wislicenus(ヴィスリツェーヌス)によって初めて見出された幾何異性体の組である。
フマル酸とマレイン酸の化学的性質は異なっている。フマル酸は熱しても容易には酸無水物を生成しない。一方でマレイン酸は加熱により容易に無水マレイン酸を生成する。この性質はそれぞれの無水物の立体構造を考えることにより容易に想像できる（フマル酸の無水物は極めて歪んだ立体構造になってしまう）。ただしフマル酸を燃焼させると腐食性の無水マレイン酸が生成する。
またフマル酸はカルボキシ基を複数持つにもかかわらず、水に溶けにくい。実際フマル酸の溶解度（0.63 g/100 mL-水 (25 ℃)）はクロトン酸（(trans-2-ブテン酸)、9.4 g/100 mL (25 ℃)）よりも低い。一方マレイン酸は遥かに高い溶解度 (79 g/100 mL-水 (25 ℃)) を有する。フマル酸が水に溶けにくいのは、フマル酸の結晶がカルボキシ基を通した強い分子間相互作用を有しているためと考えられる。

## 生物学
カラクサケマン (学名: Fumaria officinalis) などのケマンソウ科（Fumariaceae）植物に含まれていることが名称の由来である。イグチ科のキノコ類（特にBoletus fomentarius var. pseudo-igniarius、別名「ボレチン酸」の由来）、エイランタイなどの地衣類にも多く含まれる。
クエン酸回路を構成する物質の1つで、コハク酸とリンゴ酸の中間体にあたる。
マレイン酸と同様、細胞は食物をエネルギーに変換するのに用いている。ヒトの肌は日光に晒されると自然にフマル酸を生成する。

## 医学
乾癬の原因は皮膚上でのフマル酸の生産が十分に行われないためだとされていることから、フマル酸のエステルは乾癬の治療に用いられることがある。初期投与量 (starting dose) は1日60 - 105 mgで、約1,290 mgまで徐々に増加させる。副作用として腎臓や腸の障害、皮膚の紅潮が知られている。これらの症状は主として摂取が過剰なために起こるとされる。長期間の使用による白血球数の減少が報告されている。

## 食品
毒性を持たないため、1946年から食品の酸性化剤として使用されている。普通、純度の高さが求められる飲料やベーキングパウダーに用いられる。一般的に酒石酸の、時にクエン酸の代替物として使われ、同じ味を出すためには1.36 gのクエン酸に対して0.91 gのフマル酸を用いる。

## フマル酸エステル
フマル酸の2つのカルボキシ基がエステルとなったフマル酸ジエステル（DRF）は前述の通り乾癬の治療に用いられるほか、高分子の材料（モノマー）としても利用される。
従来、フマル酸エステルはその立体障害によりラジカル単独重合性を持たず、共重合性のみを持つと考えられていた。しかし、1980年代に大阪市立大学（当時）の大津隆行らの研究により、フマル酸ジイソプロピル（DiPF）やフマル酸ジ-tert-ブチル（DtBF）、フマル酸ジシクロヘキシル（DCHF）のようにかさ高いエステルを有する場合では高い単独重合性を示すことが見い出された。この特異な性質は、エステル基の嵩高さによって成長ラジカル同士の2分子停止反応が抑制され、低速ではあるが重合が進行するためと説明される。